# Elemi
Elemi, eller Resina elemi, är beteckning för ett antal olika hartser, som utvinns av olika växtarter tillhörande familjen Burseraceae. Kännetecken för samtliga dessa hartser är, att de i färskt tillstånd är klibbiga och mjuka, liknande honung. De är endast ofullständigt lösliga i kall alkohol, men fullständigt i kokande alkohol. Till färgen är de gula eller gröngula och med doft påminnande om terpentin, eller ibland om fänkål eller dill.
På grund av hartsernas särskilda konsisten skiljer man mellan balsamiska, mjuka och fasta. Till färgen är de balsamiska gröna, de mjuka gula och de fast gulvita eller gula. I färskt tillstånd liknar de tjock terpentin, men vid lagring avger de flyktiga oljor och blir mjuka för att så småningom övergå i fast form.

## Utvinning
Utgående från produktionsorten och de arter från vilka hartserna utvinns skiljer man mellan olika sorter såsom
- Manilla-elemi, som kommer från olika arter av släktena Icica och Canarium, som växer på Filippinerna,
- Västindisk elemi, som kommer från Amyris plumieri från Mexiko och Yucatan,
- Rio-elemi, som kommer från Icica icicariba från Brasilien,
- Guayana-elemi från Icica viridiflora,
- Ocumé-elemi, från en ej närmare känd trädart,
- Gomartharts eller Chibouharts, från Bussera gummifera, som växer på Guadeloupe och Martinique,
- Bengalisk elemi, från Balsamodendron roxburghii, växande i Indien,
- Hyawagummi eller conimaharts, från den i Venezuela växande Icica heptaphylla,
- Tabonuco, från den i Costa Rica växande Dacriodes hexandra.

## Användning
I fast tillstånd är alla dessa elemisorter så mjuka att de kan skäras med kniv, till skillnad från de flesta andra hartser. Elemihartserna kan användas för framställning av olika slags lacker, men också för medicinskt bruk. De har också kommit till användning vid framställning på preparat för mikroskopi.